# Listrognathus rufipes
Listrognathus rufipes là một loài tò vò trong họ Ichneumonidae.